# Єфіменко Василь Вікторович
Васи́ль Ві́кторович Єфі́менко (1971—2014) — солдат резерву МВС України, учасник російсько-української війни.

## Життєпис
Народився 31 січня 1971 року в місті Березівка, Березівський район, Красноярський край. 1973 року родина переїздить на Київщину, у Прип'ять — на будівництво нового міста енергетиків. З другого класу навчався у ДЮСШ, займався самбо, виборов чимало нагород на районних та обласних змаганнях. Після евакуації із зони радіоактивного забруднення мешкали у Києві. 1989 року закінчив київське СПТУ, здобув спеціальність слюсара-монтажника з ремонту турбоагрегатів. За СРСР служив у дніпропетровському полку внутрішніх військ. З 1993-го працював у Чорнобилі — на одному з підприємств зони відчуження. 1999 року здобув вищу освіту комп'ютерного програміста — факультет інформатики філіалу КПІ в місті Славутич. Останнім часом працював головним інженером однієї із київських ІТ-фірм.

### Війна на сході України
В травні 2014 року записався добровольцем. Командир відділення — прийняв керунок 11 липня, 3-й батальйон оперативного призначення НГУ «Донбас». 15 липня під час виконання службово-бойового завдання в Горлівці по зачистці через напад та обстріл терористами військовослужбовців батальйон «Донбас» четверо бійців зазнали осколкових та вогнепальних поранень під час перестрілки. Єфіменка відправлено до Артемівської міської лікарні, де від отриманих важких поранень він помер.
В Києві лишилися згорьовані батьки — Клавдія Василівна та Віктор Георгійович; дві сестри-близнючки, цивільна дружина і троє синів (двоє — від двох попередніх шлюбів та один усиновлений).
Похований в Києві 18 липня 2014 року на кладовищі Південне.

## Нагороди
26 липня 2014 року — за особисту мужність і героїзм, виявлені у захисті державного суверенітету та територіальної цілісності України, вірність військовій присязі під час російсько-української війни, відзначений — нагороджений орденом «За мужність» III ступеня (посмертно).